# CQD
CQD, transmis en alphabet morse comme «  — • — •    — — • —    — • •  » est le premier signal de détresse adopté pour les communications par radiotélégraphie. Il fut annoncé le 7 janvier 1904 par la circulaire 57 de la Marconi International Marine Communication Company et entra en vigueur pour les installations Marconi le 1er février 1904.

## Histoire
Dès le début de l'utilisation de la télégraphie sans fil, la société Marconi crée un code où toutes les lettres sont remplacées par des mots pour éviter les erreurs. La combinaison des lettres CQ signifie aux navires qui reçoivent le message de cesser les émissions et de rester à l'écoute car un message important va être envoyé. Cette combinaison de lettres était déjà utilisée par les télégraphes terrestres qui employaient traditionnellement les lettres CQ, se prononçant en français sécu (sécurité) pour les messages d'alerte diffusés à toutes les stations d'une ligne. Néanmoins, les liaisons terrestres n'avaient pas de signal en cas d'urgence. En 1904, une commission décide que le signal CQ n'exprime pas suffisamment un caractère d'urgence et un D est rajouté. La société Marconi adjoint donc un D pour Détresse. Le code CQD signifiait dès lors : « à toutes les stations : appel de détresse ». Contrairement à la croyance populaire, CQD ne signifie pas «''Come Quick Danger'' », ni "Come Quick – Drowning!", ou "C Q Danger" ("Seek You, Danger"). En français, CQD est phonétiquement similaire à sécu(rité) et détresse.
Les lettres CQ, qui se prononcent en anglais « ci quiou » comme la phrase seek you qui signifie « vous cherche », sont toujours utilisées, de nos jours, par les radioamateurs pour lancer un appel général. Les télégraphes, avant l'invention de la radio, utilisaient déjà le « CQ » pour avertir toutes les stations que le message qui suivait pouvait les intéresser, le CQ a donc également été adopté comme « appel général » pour les radios maritimes.
Bien qu'utilisé par les opérateurs de radio Marconi dans le monde entier, CQD ne fut jamais adopté en tant que norme internationale. La transcription en signal morse est jugée trop complexe surtout en cas d'extrême urgence. Lors de la seconde Convention Internationale de Radiotélégraphie qui se tint à Berlin en 1906, l'appel de détresse allemand (Notzeichen), composé de trois-points/trois-traits/trois-points ( • • • — — — • • • ), fut adopté comme code international de détresse en Morse. Ce signal de détresse sera bientôt connu sous le nom de « SOS ». En 1912, lors du naufrage du Titanic, CQD et SOS sont utilisés conjointement par le Titanic (« CQD CQD SOS Titanic Position 41.44 N  50.24 W... SINKING... »). Après cette tragédie, le signal CQD est définitivement abandonné au profit du signal SOS.
Le radiotélégraphiste envoie sur la longueur d'onde de 600 mètres, en radiotélégraphie morse le message de détresse CQD.